# Рушани
Рушани су насељено место у саставу општине Градина у Вировитичко-подравској жупанији, Република Хрватска.

## Историја
До територијалне реорганизације у Хрватској налазили су се у саставу старе општине Вировитица.

## Становништво
На попису становништва 2011. године, Рушани су имали 477 становника.

## Попис1991.
На попису становништва 1991. године, насељено место Рушани је имало 573 становника, следећег националног састава:
| Попис 1991.‍  | Попис 1991.‍  | Попис 1991.‍ | Попис 1991.‍ | Попис 1991.‍ |
| ------------ | ------------ | ----------- | ----------- | ----------- |
|              |              |             |             |             |
| Хрвати       | Хрвати       |             | 563         | 98,25%      |
| Срби         | Срби         |             | 3           | 0,52%       |
| Мађари       | Мађари       |             | 2           | 0,34%       |
| Муслимани    | Муслимани    |             | 1           | 0,17%       |
| неопредељени | неопредељени |             | 2           | 0,34%       |
| непознато    | непознато    |             | 2           | 0,34%       |
| укупно: 573  |              |             |             |             |